# Sonic Firestorm
Sonic Firestorm drugi je studijski album britanskog power metal sastava DragonForce. Diskografska kuća Noise Records objavila ga je 11. svibnja 2004. godine.
S albuma se izdvaja pjesma "Soldiers of the Wasteland" koja sadrži najdulju solističku dionicu u karijeri sastava. Trajući 9 minuta i 47 sekundi, najdulja je pjesma sastava. Također je prvi album na kojem sviraju basist Adrian Lambert i bubnjar Dave Mackintosh.
Sonic Firestorm ponovno je objavljen 22. veljače 2010. s novom verzijom prvog albuma sastava Valley of the Damned. Također je objavljen s dodatnom pjesmom "Cry of the Brave" koja je originalno bila na japanskoj verziji albuma.

## Produkcija
Snimanje i miksanje albuma se odvijalo u Surrey's Thin Ice Studios, od 6. listopada do 10. prosinca 2003. godine. Sve gitare snimane su u Herman Li's LamerLuser Studios u Londonu.

## Popis pjesama
| 1.    | »My Spirit Will Go On«       | Totman, ZP Theart             | Sam Totman, Herman Li | 7:54 |
| 2.    | »Fury of the Storm«          | Totman                        | Totman, Li            | 6:46 |
| 3.    | »Fields of Despair«          | Totman, Li                    | Totman, Li            | 5:25 |
| 4.    | »Dawn Over a New World«      | Totman                        | Totman                | 5:12 |
| 5.    | »Above the Winter Moonlight« | Pruzhanov, Totman, Li, Theart | Vadim Pruzhanov       | 7:30 |
| 6.    | »Soldiers of the Wasteland«  | Theart, Totman                | Totman                | 9:47 |
| 7.    | »Prepare for War«            | Li, Theart                    | Li                    | 6:15 |
| 8.    | »Once in a Lifetime«         | Totman, Theart                | Totman                | 7:46 |
| 56:35 |                              |                               |                       |      |

| 9. | »Cry of the Brave« | Pruzhanov, Li, Totman, Theart | Pruzhanov | 2:30 |

## Zasluge
DragonForce
- ZP Theart — vokali
- Herman Li — gitara
- Sam Totman — gitara
- Vadim Pruzhanov — klavijature, klavir
- Adrian Lambert — bas-gitara
- Dave Mackintosh — bubnjevi

Dodatni glazbenici
- Clive Nolan — prateći vokali

Ostalo osoblje
- Karl Groom — producent, inženjer zvuka
- Richard West — snimanje vokala
- Eberhard Kohler — mastering

## U drugim medijima
Pjesma Fury of the Storm dostupna je za preuzimanje u videoigri Guitar Hero: Warriors of Rock